# Alex Maloney
Alexandra „Alex” Maloney (ur. 19 marca 1992) – nowozelandzka żeglarka sportowa, srebrna medalistka olimpijska z Rio de Janeiro.
Zawody w 2016 były jej pierwszymi igrzyskami olimpijskimi. W Brazylii zajęła drugie miejsce w klasie 49erFX, załogę jachtu tworzyła również Molly Meech. W 2013 wspólnie sięgnęły po złoty medal mistrzostw świata.
Indywidualnie zdobyła też brązowy medal na mistrzostwach świata klasy Optimist w 2007.